# Галерея Боргезе
Галерея Борге́зе (італ. Borghese) — картинна галерея і колекція мистецтва епохи відродження у Римі. Заснована у XVII столітті кардиналом Шипіоне Боргезе в прекрасному палаці (архітектори М. Лонгі та Ф. Понціо). У Боргезе зберігаються твори видатних художників: Рафаеля, Мікеланджело да Караваджо, Тіціана, Корреджо, Ван Дейка та ін.

## Родина Боргезе

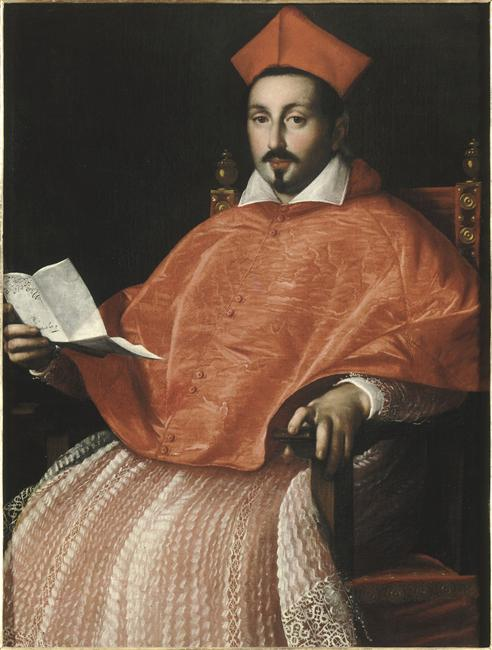
Оттавіо Леоні. «Кардинал Шипіоне Боргезе», перша половина 17 ст.

Заможна патриціанська родина походить з міста Сієна. У 1550 р. Маркантоніо  з Сієни оселився у Римі, де придбав земельну ділянку. Вдовець Маркантоніо одружився вдруге на Фламініії Асталії і увійшов до кола магнатських родин тогочасного Риму. На початку 17 століття родина вже володіла 100 га землі. Перший син Маркантоніо у 1605 р. від Фламініі Камілло Боргезе став папою римським на ім'я Павло V.
Саме за понтіфікату Павла V перебудували у Римі Квіринальський палац, збудували водогін Аква Паоло (назва на честь папи) та завершили будівництво Собору Святого Петра у Ватикані. Папа всиновив свого небожа Шипіоне Кафареллі, доклав зусиль і той став кардиналом. Маючи великі грошові суми, Шипіоне розпочав колекціонувати картини.

## Відкриття галереї Боргезе
Роком заснування галереї Боргезе вважають 1902 рік, коли уряд Італії придбав багате зібрання родини Боргезе та створив музей. За розмірами галерея Боргезе на XX століття невелика. Однак у мистецтві поняття «більший» не збігається з поняттям «кращий». Зібрання почали формувати ще у XVII столітті, за 300 років до відкриття музею.

## Історія колекції кардинала
Перший власник галереї Шипіоне Боргезе докладав багато зусиль і швидко став власником багатьох першокласних творів мистецтва. Натискаючи на кардинала Сфондрато психологічно, він купує у того 70 картин одразу. В збірці Сфондрато були «Любов небесна та любов земна» і «Венера, що зав'язує очі Амуру» самого Тіціана. Томмазо делла Порта продав хвацькому кардиналу свою збірку античної скульптури.
До рук Шипіоне потрапили й картини художника Кавальєре д'Арпіно, який не сплатив папі податки. Папа-володар Риму- заарештував збірку художника і передав її Шипіоне. В руках Боргезе опинилися ранні твори геніального Караваджо «Юнак з кошиком фруктів» та уславлений «Хворий Вакх».
Шипіоне купував не тільки твори майстрів минулого, а й майстрів сучасних. Парк біля вілли Боргезе у Фраскатті прикрашали батько та син Берніні. Шипіоне розпізнав у молодому тоді Лоренцо Берніні непересічний талант і став постійним замовником скульптур Берніні. Погруддя кардинала Шипіоне теж виконав Лоренцо Берніні.
Кардинал мав план придбань і цілеспрямовано виконував той план. Так купували картини Веронезе, Тіціана, Доссо Доссі, того ж Караваджо.

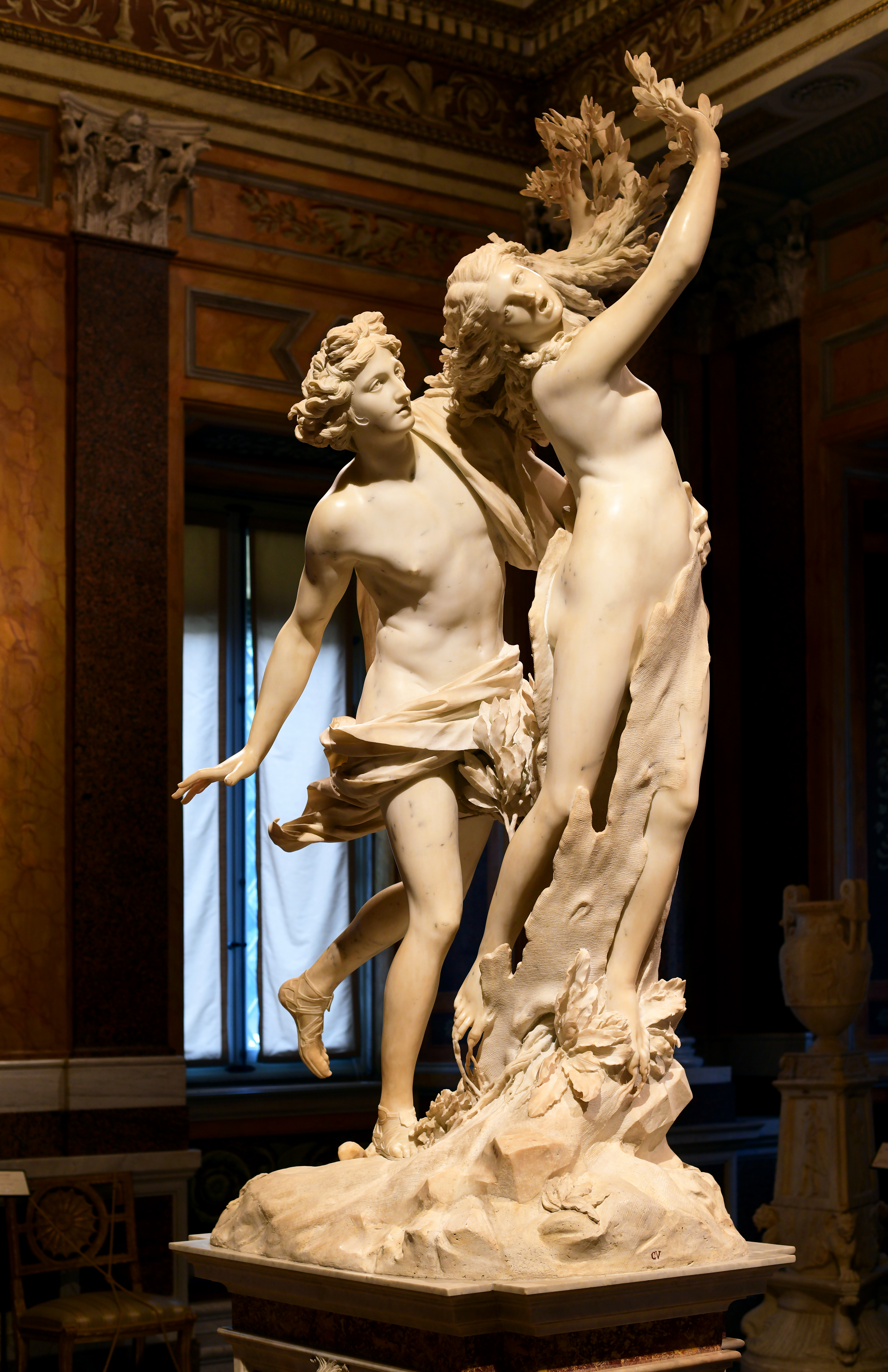
Л. Берніні, Аполлон і Дафна, що перетворюється у ларове дерево

## Палац Боргезе в Римі
Збіркам потрібно відповідне оточення. І кардинал започаткував будівництво свого палацу. План палацу та парку створив архітектор Фламініо Понціо, який і розпочав будівельні роботи. Після його смерті палац добудовував Джованні Вазанціо. Роботи йшли 13 років і завершилися у 1619 р.
На сучасні смаки, у Римі є палаци з ефектнішими фасадами (палац Фарнезе, арх. Сангалло Молодший та Мікеланджело, палац Треві, арх. Ніколо Сальві). Водночас палац Боргезе відрізнявся оздобою інтер'єрів, які вражають і зараз: підлоги з кольорового мармуру, дивні меблі, давньоримська та барокова скульптура, плафони на стелях, каміни. Особливе місце в палаці посідають картини, серед яких багато всесвітньо відомих.

## «Натхнений співак» Джорджоне да Кастельфранко
Галерея Боргезе в Римі — одне з небагатьох місць у столиці і у світі, де зберігають твори Джорджоне да Кастельфранко. Видатний майстер походить з венеційської терраферми з містечка Кастельфранко. Від назви містечка й прізвище. Це учень Джованні Белліні («Мадонна з немовлям»). Навчався разом з Тіціаном. Помер у молодому віці під час епідемії чуми в Венеції (1510 р.).
В збірці галереї Боргезе дві роботи Джорджоне. Вважають, що була й третя, а всі вони були триптіхом. «Натхнений співак» відокремився давно, настільки вдалим та несамовито красивим вийшов твір, що затьмарив і другу роботу венеційця. Сюжет простий: співак так захопився співом, що поклав руку до грудей і вже нікого і нічого не помічає поряд.

## Картини Галереї Боргезе

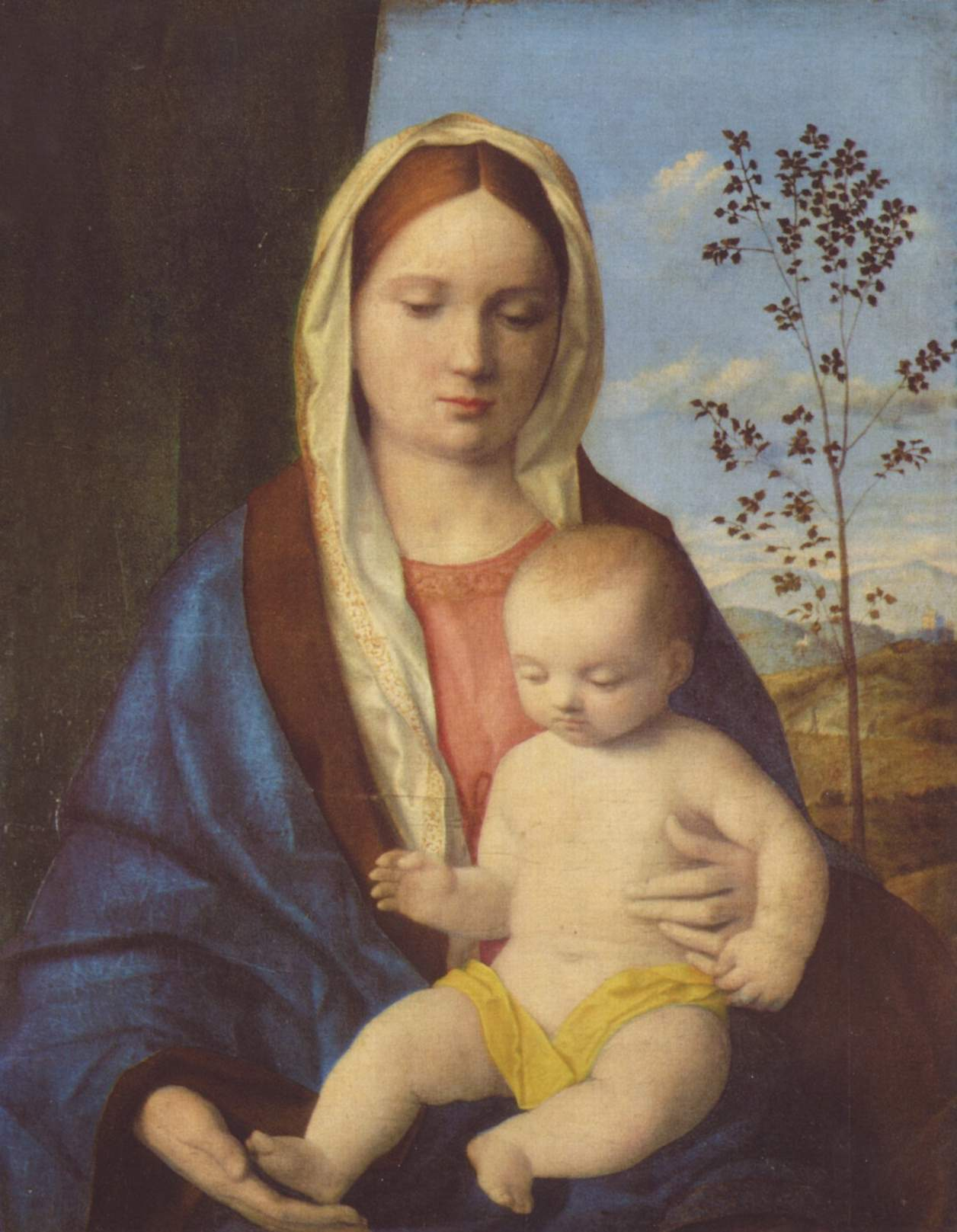
Джованні Белліні, «Мадонна з немовлям»
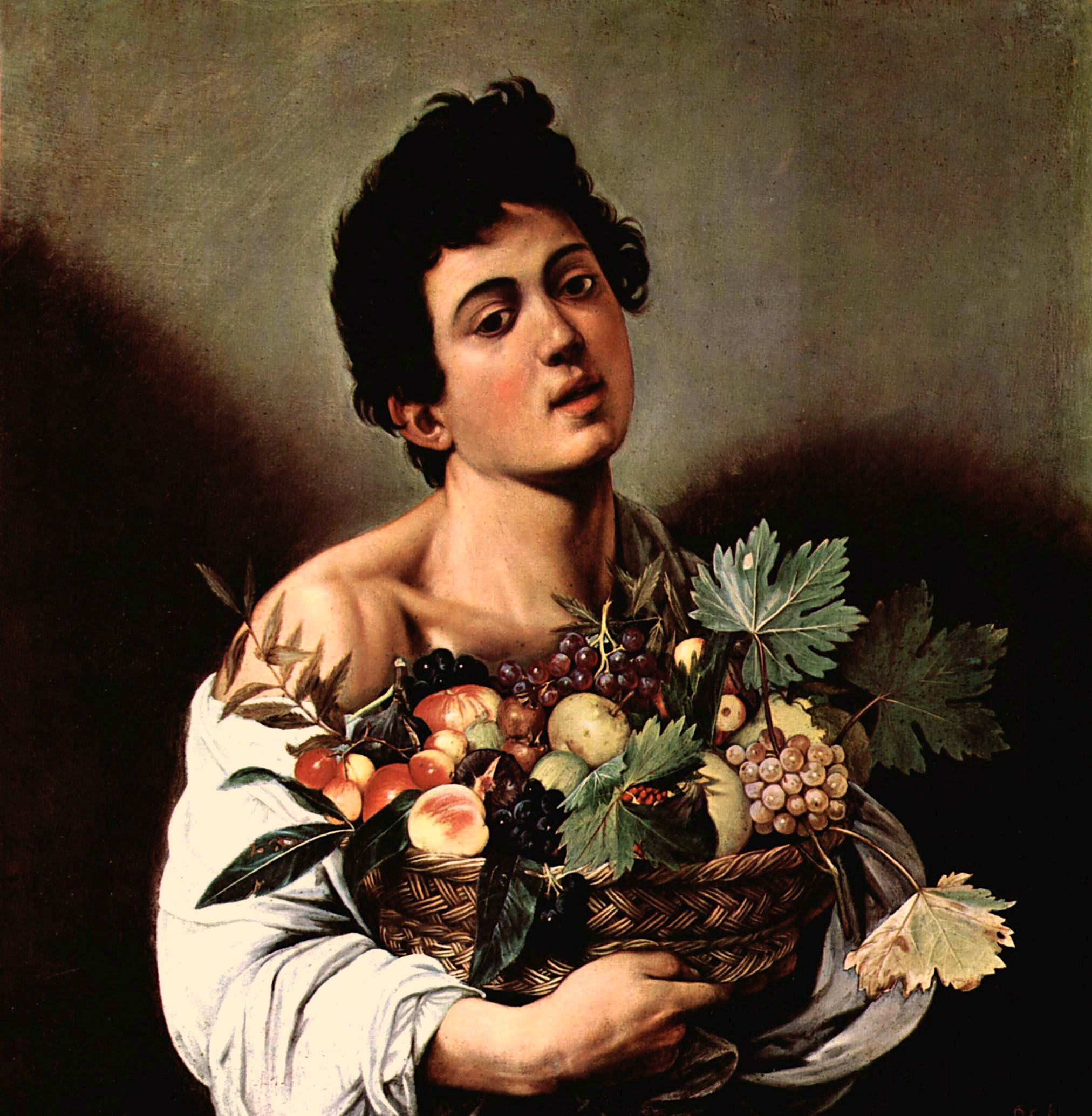
Караваджо, «Юнак з кошиком фруктів»
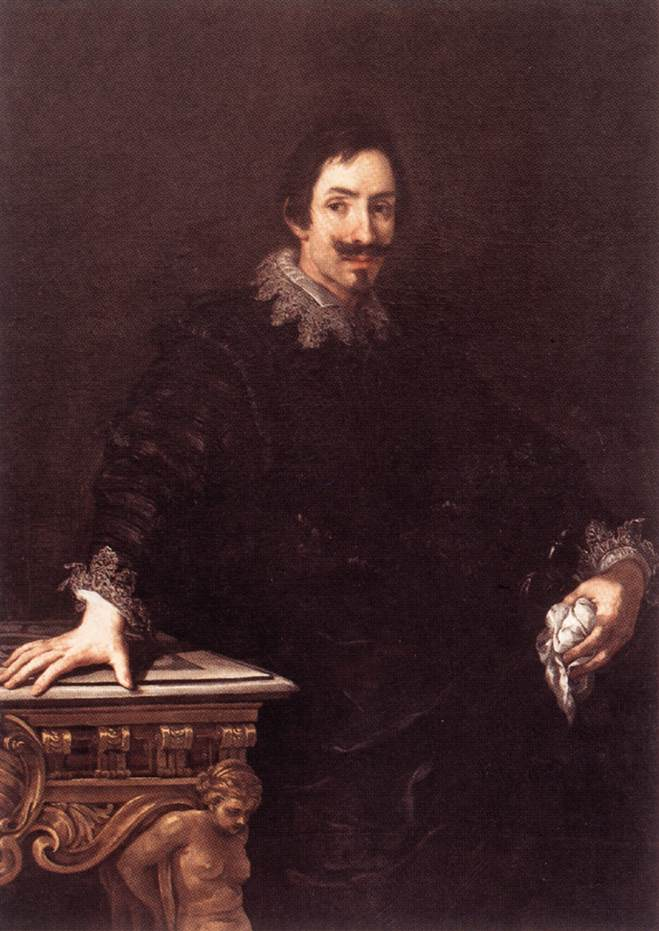
П'єтро да Кортона. «Портрет Марчелло Сакетті», 1626 р.
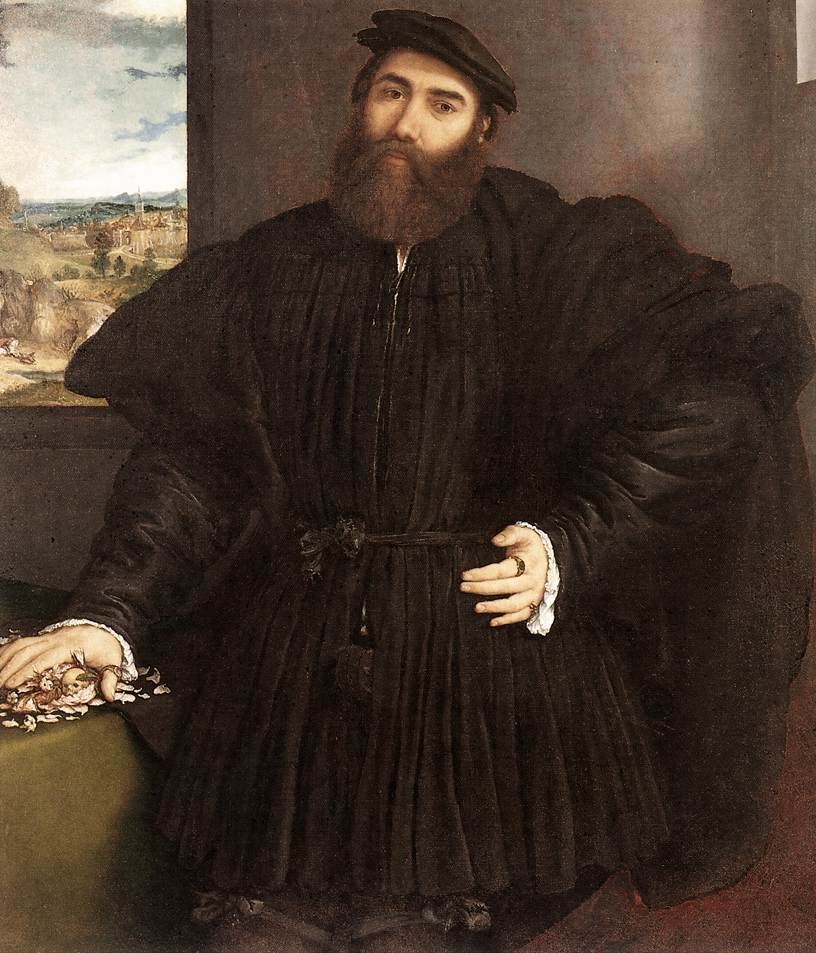
Автопортрет Лоренцо Лотто
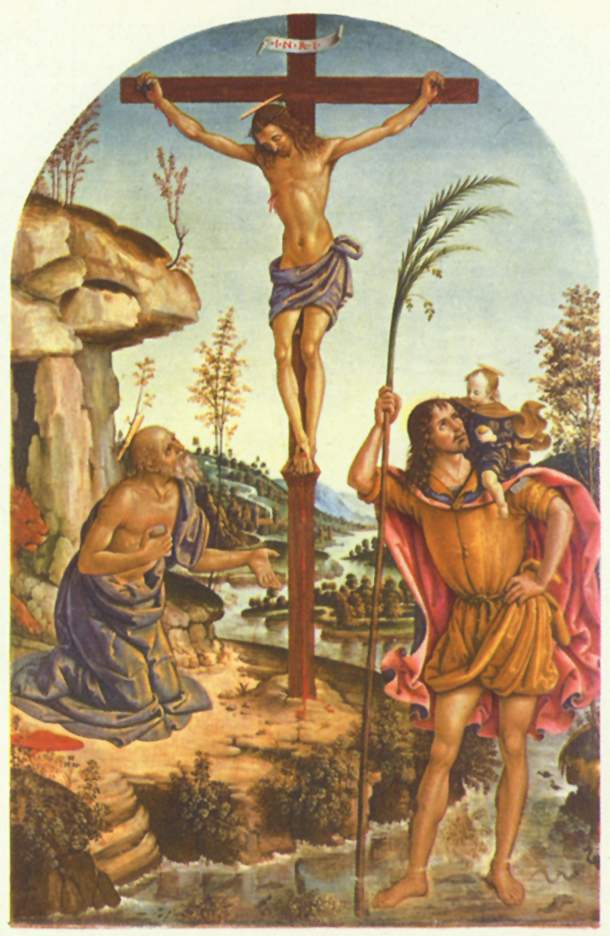
Пінтуріккіо, «Розп'яття з Св. Христофором».
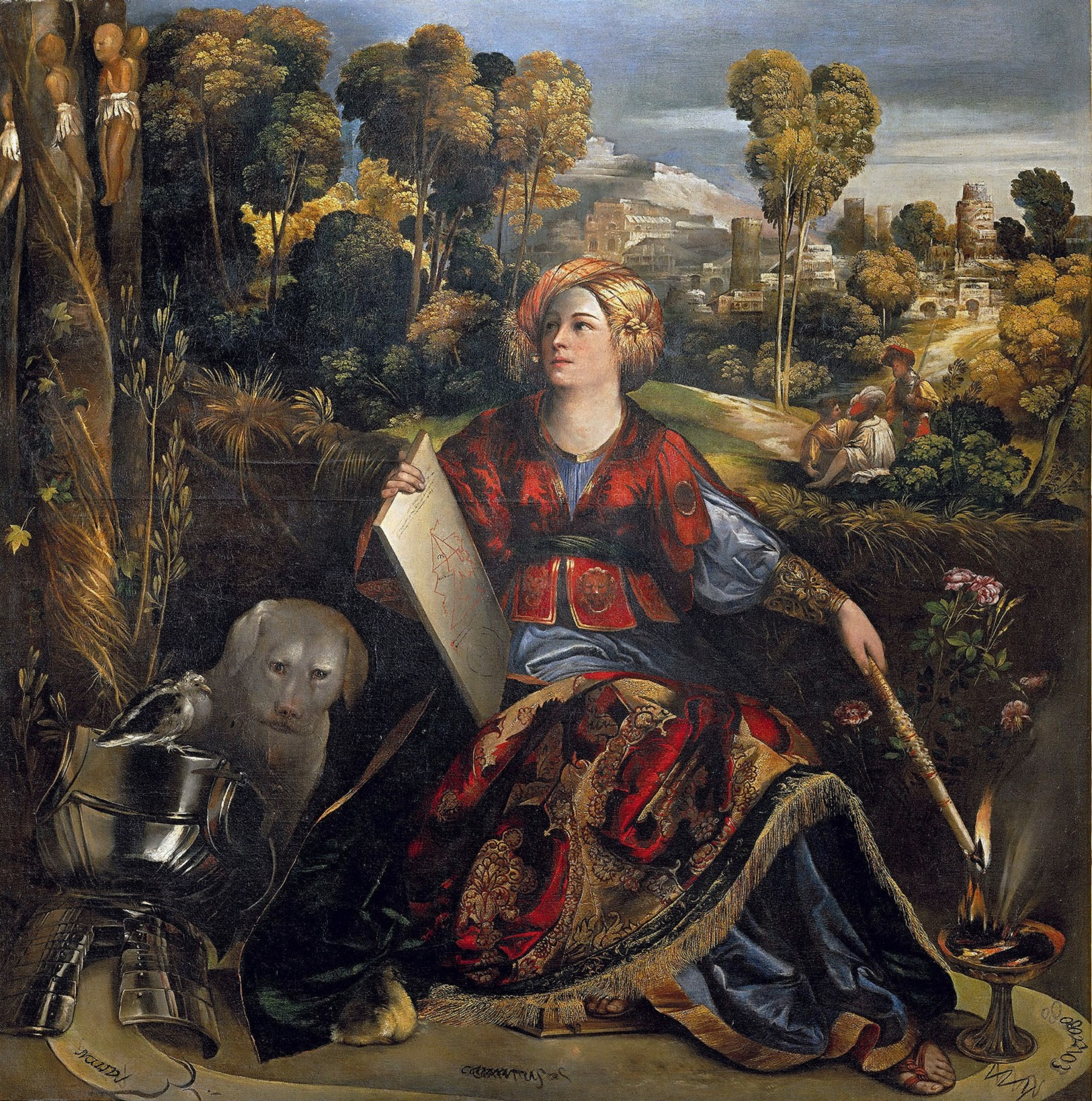
Доссо Доссі, чарівниця Цирцея
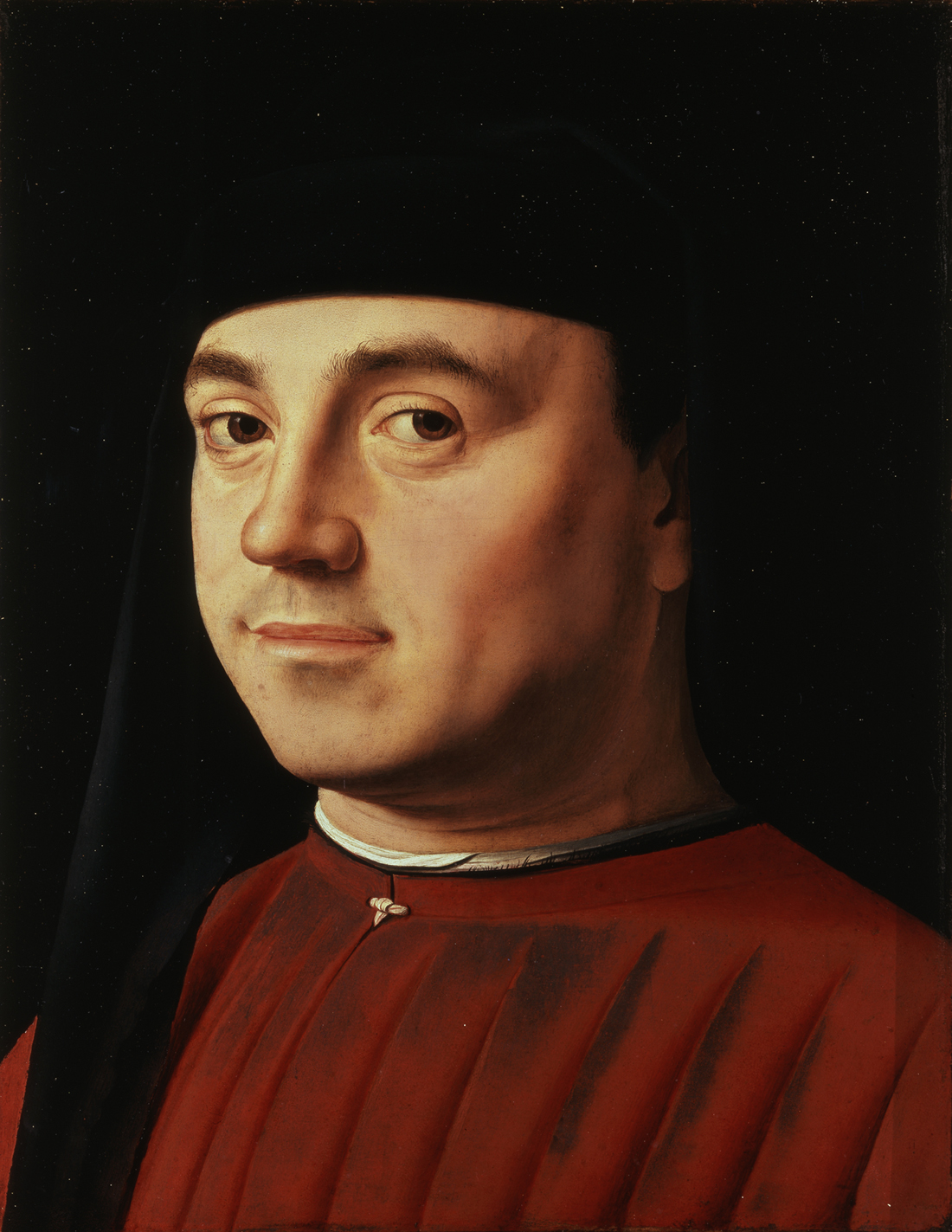
Антонелло да Мессіна, «Портрет невідомого»
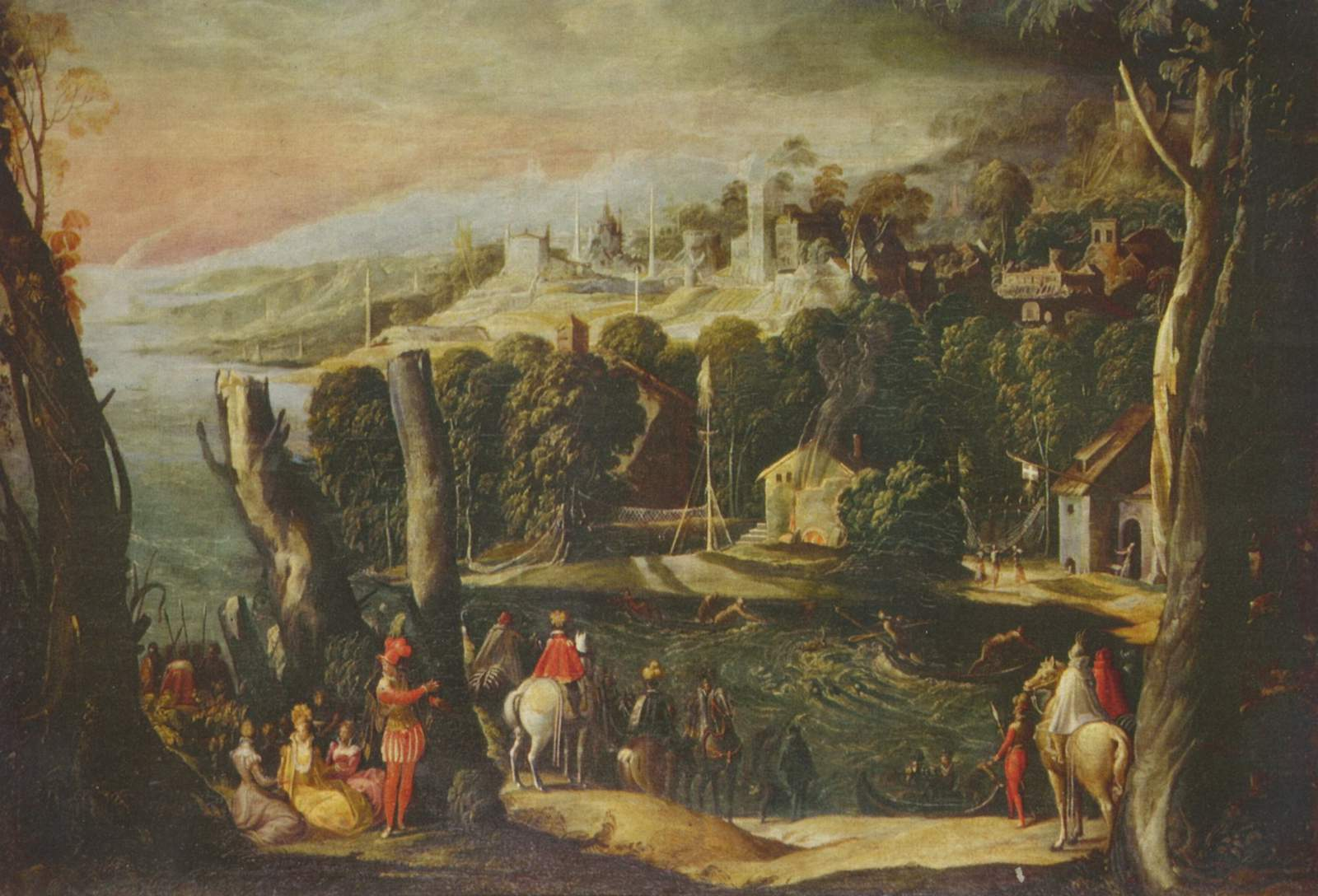
Нікколо дель Аббате, «Пейзаж»